# اچ‌ام‌اس کورنوالیس (۱۸۱۳)
اچ‌ام‌اس کورنوالیس (۱۸۱۳) (به انگلیسی: HMS Cornwallis (1813)) یک کشتی بود که طول آن ۱۷۶ فوت (۵۴ متر) بود. این کشتی در سال ۱۸۱۳ ساخته شد.